# Wainfleet All Saints
Wainfleet All Saints – miasto i civil parish w Anglii, w hrabstwie Lincolnshire, w dystrykcie East Lindsey. Leży 54 km na wschód od Lincoln i 180 km na północ od Londynu.
W 2011 roku civil parish liczyła 1604 mieszkańców.